# Gare de Marvejols
La gare de Marvejols est une gare ferroviaire française de la ligne de Béziers à Neussargues (dite aussi ligne des Causses), située sur le territoire de la commune de Marvejols, dans le département de la Lozère, en région Occitanie.
Elle est mise en service en 1884 par la Compagnie des chemins de fer du Midi et du Canal latéral à la Garonne. 
C'est une gare de la Société nationale des chemins de fer français (SNCF), desservie par des trains Intercités et TER Occitanie.

## Situation ferroviaire
Établie à 680 mètres d'altitude, la gare de Marvejols est située au point kilométrique (PK) 620,290 de la ligne de Béziers à Neussargues (ligne des Causses) entre les gares ouvertes de Chirac et d'Aumont-Aubrac dont elle est séparée par la gare de Saint-Sauveur-de-Peyre (fermée).

## Histoire
La gare de Marvejols est mise en service le 3 mai 1884 par la Compagnie des chemins de fer du Midi et du Canal latéral à la Garonne lorsqu'elle ouvre à l'exploitation la section de Banassac au Monastier et à Mende, avec embranchement du Monastier à Marvejols.
Elle devient une gare de passage le 9 mai 1887 lorsque la compagnie ouvre à l'exploitation la section de Marvejols à Saint-Chély.
En 2018, selon les estimations de la SNCF, la fréquentation annuelle de la gare était de 21 787 voyageurs.

## Service des voyageurs

### Accueil
Gare SNCF, elle dispose d'un bâtiment voyageurs, avec guichet, ouvert tous les jours. C'est une gare « Accès Plus » avec des aménagements et services pour les personnes à la mobilité réduite.

### Desserte
Marvejols est desservie par des trains Intercités et des trains TER Occitanie.

### Intermodalité
Un parking pour les véhicules y est aménagé. En renforcement ou complément des dessertes ferroviaires, la gare est desservie par des cars TER Occitanie. Des autocars du réseau interurbain régional liO desservent également la gare.